# Leschaux
Leschaux é uma comuna francesa na região administrativa de Auvérnia-Ródano-Alpes, no departamento da Alta Saboia. Estende-se por uma área de 12.52 km². Em 2010 a comuna tinha 280 habitantes (densidade: 22,4 hab./km²).